# Darknet – Nur ein Klick zum Horror
Darknet – Nur ein Klick zum Horror (Originaltitel: Darknet) ist eine kanadische Serie, die dem Genre Horror und Thriller zugeordnet wird. Die erste Folge der Serie erschien am 15. Oktober 2013 im kanadischen Fernsehen. Bei jeder der sechs Episoden führte eine andere Person Regie und schrieb das Drehbuch.

## Handlung
Darknet dreht sich um das titelgebende Netzwerk im Internet. Die dort gestellten Suchanfragen der Nutzer geben das Thema einer Episode vor, deren Geschichte sich im Anschluss entfaltet.

## Episodenliste
| Nr. | Deutscher Titel | Originaltitel | Erstveröffentlichung CAN | Deutschsprachige Erstveröffentlichung (D/A/CH) | Regie               | Drehbuch        |
| --- | --------------- | ------------- | ------------------------ | ---------------------------------------------- | ------------------- | --------------- |
| 1 | Darknet 1       | Darknet 1     | 15. Okt. 2013            | 31. Mai 2017                                   | Vincenzo Natali     | Vincenzo Natali |
| Mandy ist auf dem Nachhauseweg mit den Öffentlichen Verkehrsmitteln, während sie über ihre Kopfhörer laut Metal hört. Durch den zu hohen Lautstärkepegel bemerkt sie nicht, dass ein mit einer Axt bewaffneter Mann an sie herangetreten ist und ihr damit ins Gesicht schlägt. Ein Mann findet in seinem Spind weitere Schlüssel von Spinden, welche ihn neben einem Umschlag mit viel Bargeld auch zu einem Fahrradspind führen. In dem Fahrradspind befindet sich ein nur in Unterhose bekleideter Mann, der ihm ein Betäubungsmittel mittels einer Spritze injiziert und ihn in den Spind sperrt. Die Medizinstudentin Alison kommt abends zurück in ihre Wohnung und stellt fest, dass sich in ihrer Abwesenheit einige Dinge in ihrer Wohnung verändert haben. Deshalb leistet ihr eine Freundin abends Gesellschaft. Als sie an diesem Abend jedoch den Kühlschrank öffnet, um ihrer Freundin etwas vegetarisches anzubieten, findet sie den vorher in Folie verpackten vegetarischen Snack angebissen und ausgepackt vor. Sie beschließt deshalb ihre Wohnung mit einem Smart Toy zu überwachen. Über die in dem Plüschtier eingebaute Kamera werden Videos aufgezeichnet, welche sie sich ansieht, sobald sie von der Universität in ihre Wohnung zurückkehrt. Dabei bemerkt sie einen Mann, der sich hinter einem Vorhang in ihrer Wohnung versteckt. Mit einem Messer bewaffnet ersticht sie ihn. Um die Leiche nun loszuwerden, stellt sie eine Suchanfrage im Darknet und ein Nutzer, der sich später als Jeff herausstellt, rät ihr, den Körper zu zerteilen, was sie sogleich in die Tat umsetzt. Da Jeff davon ausgeht, dass es sich hierbei lediglich um einen Scherz handelt, nimmt er Alison nicht für ernst. Um sich ihm gegenüber zu beweisen, lockt sie ihn zu einer Unterführung, in der sie eine Tasche mit dem Smart Toy deponiert hat. Während Jeff die Tasche öffnet, wird er dabei von dem Plüschtier aufgezeichnet und Alison ersticht ihn. |                 |               |                          |                                                |                     |                 |
| 2 | Darknet 2       | Darknet 2     | 28. Feb. 2014            | 31. Mai 2017                                   | Steven Hoban        | Pascal Trottier |
| Ein junger Polizist befragt die Anwohner eines Wohnkomplexes zu einem Mord. Dabei trifft er auf eine junge, gutaussehende Malerin, die ihn zu den Einzelheiten des Mordes ausfragt. Er teilt ihr mit, dass der Mord bisher noch nicht begangen wurde und vollzieht den Mord an ihr wie er ihn ihr zuvor gegenüber ausführlich beschrieben hat. Die Bilder seiner Tat lädt er im Darknet hoch. Chris ist in eine neue Wohnung umgezogen, die gegenüber eines Umspannwerks liegt. Entgegen der Behauptung seines Kumpels ist er der Meinung, dass keine Störungen in seiner Wohnung auftreten werden und er davon auch nicht verrückt wird. Doch bereits nach ein paar Tagen wird er wahnsinnig von den Geräuschen. Dies steigert sich ins Extreme, als er beginnt, die Kabel aus der Decke und den Wänden zu reißen und sich schließlich erhängt. Es stellt sich heraus, dass das Geräusch von einem Insekt kam, welches sich in Chris Ohr befand. Chris Kumpel hatte zuvor ein Date mit der Malerin. Als er kurze Zeit später eine SMS von einer unbekannten Nummer erhält, geht er davon aus, dass es sich dabei um die Künstlerin handeln muss. An unterschiedlichen Orten findet er dabei einen Umschlag mit aufreizenden Bildern, welche ihn letztendlich in eine abgelegene Straße führen, wo er einen Umschlag mit dem Hochzeitsfoto seiner Frau findet. Daraufhin fällt diese aus hoher Höhe direkt auf den Asphalt und ist tot. Eine junge Geschäftsfrau hat eine Ehekrise und fühlt sich nicht mehr attraktiv genug für ihren Ehemann. In dem Hotelzimmer bemerkt sie, dass ein Mann sie vom Fenster des gegenüberliegenden Wohnblocks beobachtet. Da sie sich beweisen will, dass sie entgegen der Behauptung ihres Ehemannes nicht verklemmt sei, beginnt sie für den Spanner hinter der Gardine des anderen Wohnblocks zu strippen. Auf einmal sieht sie, wie die Gardine in der Wohnung des Mannes beiseite gezogen wird. Dabei erkennt sie, dass das Gesicht, welches sie die ganze Zeit angestarrt hat, zu einer Leiche gehört, welche sich mittels eines Kabels erhängt hat. Die Leiche stellt sich als Chris heraus. |                 |               |                          |                                                |                     |                 |
| 3 | Darknet 3       | Darknet 3     | 7. März 2014             | 31. Mai 2017                                   | Brett Sullivan      | Doug Taylor     |
| 4 | Darknet 4       | Darknet 4     | 14. März 2014            | 31. Mai 2017                                   | Jeremy Ball         | Sarah Larsen    |
| 5 | Darknet 5       | Darknet 5     | 21. März 2014            | 31. Mai 2017                                   | Anthony Scott Burns | Randall Cole    |
| 6 | Darknet 6       | Darknet 6     | 28. März 2014            | 31. Mai 2017                                   | Rodrigo Gudiño      | James Kee       |

## Produktion

### Drehorte
Die Dreharbeiten fanden in Toronto statt.

### Synchronisation
Die deutschsprachige Synchronisation entstand unter der Dialogregie und dem Dialogbuch von Karl Waldschütz im Auftrag von Hermes Synchron GmbH.
| Rolle    | Darsteller         | Synchronsprecher  |
| -------- | ------------------ | ----------------- |
| Alison   | Michelle Alexander | Sarah Alles       |
| Barbara  | Natalie Brown      | Melanie Hinze     |
| Chris    | Brett Ryan         | Roman Wolko       |
| Polizist | Greg Calderone     | Tobias Nath       |
| Darren   | Kjartan Hewitt     | Marius Clarén     |
| Gord     | Will Bowes         | Raúl Richter      |
| Heather  | Samantha Weinstein | Melinda Rachfahl  |
| Jeff     | Dewshane Williams  | Nico Sablik       |
| Lewis    | David Hewlett      | Axel Malzacher    |
| Linda    | Tara Joshi         | Lydia Morgenstern |
| Lora     | Lina Roessler      | Cathlen Gawlich   |
| Mandy    | Masa Lizdek        | Leonie Dubuc      |

## Rezeption

### Auszeichnungen und Nominierungen
- Auszeichnung bei den Canadian Cinema Editors Awards 2014 für Michael Doherty als Best Editing in Any Live Action Web Series
- Nominierung bei den Writers Guild of Canada 2015 für Doug Taylor in der Kategorie Shorts and Webseries

### Kritiken
Der Film erhielt überwiegend positive Kritiken und erzielte bei IMDb eine durchschnittliche Bewertung von 7,2 der möglichen 10 Punkte.